# 9e escadrille
Pour les articles homonymes, voir 9e escadre.
La 9e escadrille (néerlandais : 9de Smaldeel) est une escadrille d'entrainement qui constitue avec la 5e escadrille  la Basic Flying Training School de la composante aérienne de l'armée belge.

## Historique

### Première Guerre mondiale

#### Les origines de l'escadrille
La 9e Escadrille de Chasse était à l'origine la 1re Escadrille de Chasse, qui fut créée en février 1916 comme la première escadrille dédiée à la "chasse" de l'Aviation Militaire Belge.
Le 1er mars 1918, alors qu'elle est stationnée sur l'aérodrome de Les Moëres près de Furnes, elle subit une réorganisation et devient la 9e escadrille. Elle hérite du matériel et du personnel de la 1re escadrille et reprend également son emblème (un chardon) et sa devise (Nemo me impune lacessit). La flotte est majoritairement constituée de Hanriot HD.1 et de quelques Sopwith Camel.
Elle formait alors avec les 10e et 11e escadrilles un groupe de chasse surnommé le Groupe Jacquet d'après son commandant, le capitaine Fernand Jacquet. Dirigée par le capitaine Walter Gallez, la 9e escadrille compta de nombreux pilotes devenus célèbres dans ses rangs parmi lesquels : Willy Coppens (qui fut également le premier pilote belge à peindre une "Cocotte" sur son appareil), Jan Olieslagers, André de Meulemeester,.
|  |  |  |

#### Opérations
Au début de la Première Guerre mondiale, l'Aviation Militaire Belge était basée sur le bout de territoire non-occupé et avait surtout une mission de support d'une armée défensive. C'est seulement en septembre 1918 que l'armée belge progressa sur le terrain. Pour supporter l'offensive, la 9e escadrille fut transférée à Moerkerke près de la frontière belgo-néerlandaise en octobre 1918,. À la fin de la guerre, l'escadrille était créditée de 51 victoires homologuées dont 41 contre des ballons d'observation ennemis. 3 pilotes furent blessés au combat ou capturés.

### Entre-deux-guerres
Après l'armistice, la 9e escadrille fut basée à Berchem-Sainte-Agathe, dans la banlieue de Bruxelles. En 1919, elle fut déplacée à Schaffen près de Diest et est intégrée au Second Groupe de Chasse. L'escadrille se voit dotée de Fokker D.VII, récupéré des allemands comme réparation des dommages de guerre. En mars 1920, l'escadrille se voit équipée de SPAD XIII et ensemble avec la 10e escadrille forme le 4e Groupe. En juillet 1922, elle reçoit les nouveaux Nieuport-Delage NiD 29 et est renommé en 2e escadrille durant l'année 1924

En 1935, les escadrilles stationnées sur l'aérodrome de Bierset sont réorganisées et deviennent les 9e et 11e escadrilles du 5e Groupe du 1er Régiment aéronautique. Initialement équipés de Breguet 19, elles reçoivent rapidement les Renard R-31 de fabrication belge. Son rôle passe du bombardement à l'observation. En 1938, le symbole "Sioux" apparait sur l'appareil de Roger Delannay. Sur les avions de la 9e escadrille, le "Sioux" est cerclé de bleu. La devise de l'escadrille est alors « Ténacité ».

### Seconde Guerre mondiale
Juste avant le déclenchement de la seconde guerre, 11 escadrilles furent affectées au 6e Groupe. La 9e escadrille fut la seule unité volante du 5e Groupe qui était maintenant sous les ordres du Commandant Breulhez. Pour améliorer la mobilité et le déploiement, chaque groupe se vit adjoindre une escadrille de maintenance, un train de campagne de 25 véhicules et une unité anti-aérienne équipée de Bofors 40mm. Commandée par le capitaine Lekeuche, la 9e escadrille prit une part active dans la campagne des 18 jours. Au matin du 10 mai 1940, l'escadrille rejoignit son terrain d'aviation de diversion à Duras quelques heures avant le bombardement de la base aérienne de Bierset par des Dornier 17 allemands. La 9e escadrille fut une des 3 escadrilles qui continua le combat jusqu'à la reddition du 28 mai 1940. Ensemble, les 9 et 11e escadrilles exécutèrent 54 missions de combat dans lesquelles elles perdirent 3 pilotes et 11 appareils.

### Guerre Froide
Après la guerre, avec la création du 7e Wing de chasse de jour sur la base de Chièvres, la 9e escadrille fut recrée le 17 mars 1952 sous le commandement du commandant Demey. Les autres unités du 7e Wing furent les 7 et 8e escadrilles. L'emblème de l'escadrille représentait une "Cocotte", à l'origine peinte sur le Nieuport 17 du major Willy Coppens, mais en argent sur fond vert. La devise associée, Boutez en avant fut choisie par le major Coppens en 1936 et fut traduite en anglais par le commandant du 7e Wing, le major Van Lierde pour donner Get in. Elle fut d'abord dotée de Gloster Meteor F8 et le 4 juin 1956, elle volât sur des Hawker Hunter jusqu'à sa dissolution le 15 mars 1957.

## Escadrille d'entrainement

### Saint-Trond

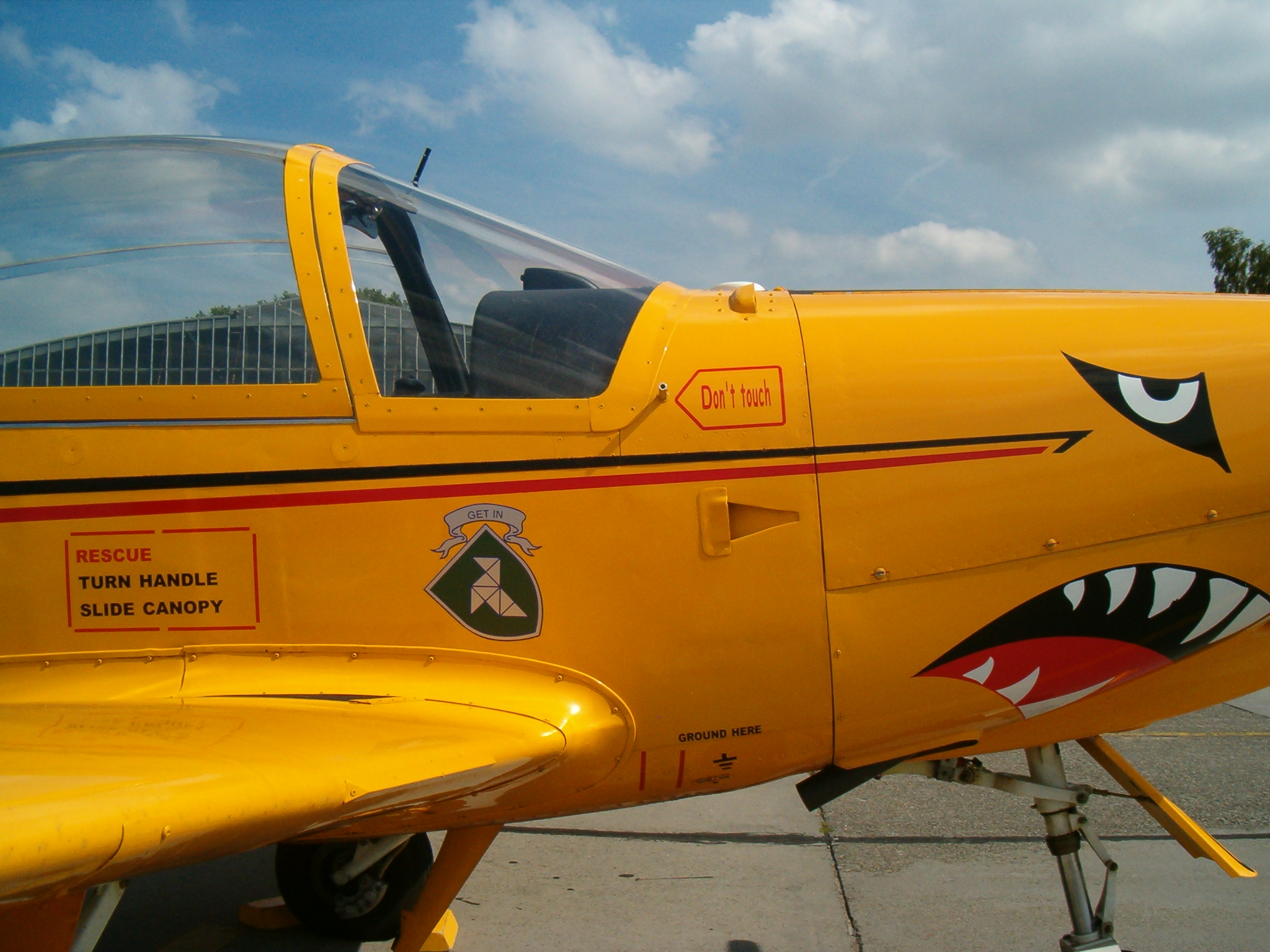
SF260 avec l'insigne de la 9e escadrille

En 1971, une restructuration importante du système d'entrainement entraine la création de nouvelles escadrilles d'entrainement. La 9e escadrille est reformée le 16 novembre et forme avec les 7e et 11e escadrilles le Centre de Perfectionnement basé à sur la base aérienne de Brustem à Saint-Trond. Sa mission est de former les pilotes-instructeurs CM170 Fouga Magister, Lockheed T-33 et Aermacchi SF.260. Ces derniers appareils étant déployé sur l'aérodrome militaire de Goetsenhoven, un détachement de l'escadrille y fut stationné. Durant les années qui suivirent, le changement le plus notable fut le remplacement des Fouga Magister et des T-33 par des Dassault Alpha-Jet en janvier 1980 et le changement de dénomination de l'unité le 28 juin 1985 en Centre de Formation et d’Évaluation. Bien que conservant le même insigne et la même mission d'entrainement des nouveaux instructeurs, l'unité était maintenant réduite à une section détachée aux unités d'entrainement. Elle devint plus impliquée dans la standardisation des entrainements. À la demande du Instruction Command, elle effectua des inspections "Standardisation/évaluation" régulières.
En 1993, les Aermacchi SF.260 M furent complétés par 9 SF260D qui étaient équipés pour le vol aux instruments. Par la suite, les instructeurs experts de l'unité développèrent un cours d'entrainement au bénéfice des pilotes nécessitant une introduction des règles de vol aux instruments dans le civil. Cette mission est toujours exercée par l'escadrille.

### Beauvechain

#### 1 Wing
Le 19 novembre 1996, toutes les unités d'entrainement furent réunies sur la base de Beauvechain, une ancienne base de défense aérienne. Quelques années plus tard, le 12 septembre 2000, le Air Force’s Tactical and Training Commands fut transformée en le COMOPSAIR et le Centre de Formation et d'Entrainement fut transféré au 1er Wing. Pendant ce temps, les instructeurs prirent une part active dans le processus d'intégration de la mise à jour des Alpha Jet.
Bien que l'insigne représentant la Cocotte verte avait survécu aux différents changements dans l'organisation, le numéro de l'escadrille avait quant à lui disparu. Au début 2001, à la demande du Major Conte, l'unité récupéra son numéro original mais pour une courte durée car elle fut dissoute le 30 août 2001 et la mission de Centre d'Entrainement et d’Évaluation fut reprise par la 7e escadrille.

De 2001 à 2005, le Centre d'Entrainement et d’Évaluation exista comme une section du 1er Wing. Bien que continuant la supervision du processus d'entrainement, les différentes cours étaient donnés par les différentes escadrilles d'entrainement. Après le déménagement des Alpha-Jet vers Cazaux en 2004, le 14 novembre 2005, le Centre d'Entrainement et d’Évaluation redevint une unité de vol et fut chargée de l'entrainement des nouveaux instructeurs sur SF260. Lentement, l'unité continua d'évoluer, d'abord en reprenant les cours de règles de vol aux instruments puis plus tard en organisant et supervisant la formation de nombreux officiers. Cette tâche devint plus importante encore après l'abandon progressif des Fouga Magister en septembre 2007. En reconnaissance du statut d'escadrille, l'unité reçu les traditions et l'insigne de la 9e escadrille le 21 février 2008.

#### Basic Flying Training School
Après une nouvelle réorganisation des forces armées belges, les hélicoptères A109BA du Wing Héli, basés à Bierset, déménagèrent à Beauvechain le 1er septembre 2010. Les nom et traditions du 1er Wing furent transférés au Wing Héli. Ensemble, les 5 et 9e escadrilles constituent actuellement la Basic Flying Training School.
Toujours basée à Beauvechain, cette école est depuis sa transformation en 2010, indépendante du 1er Wing.

## Sources
- (en) Cet article est partiellement ou en totalité issu de l’article de Wikipédia en anglais intitulé « 9 Squadron (Belgian Air Force) » (voir la liste des auteurs).
- Champagne, Jacques P. & Detournay, Gaston L. Blasons Familiers d'une Chevalerie Nouvelle. Éditions CARACTERE – Arlon
- Mangin, Jean A. & Champagne, Jacques P. L'Aviation militaire belge, Insignes et traditions. G. Everling – Arlon (1972)
- Mangin, Jean A. & Champagne, Jacques P & Van Den Rul, Marcel A. Sous nos ailes. G. Everling – Arlon (1977)
- (en) Pieters, Walter M. Above Flanders' Fields: A Complete Record of the Belgian Fighter Pilots and Their Units During the Great War, 1914–1918. Grub Street, 1998.  (ISBN 1-898697-83-3), 9781898697831